# UZ Девы
UZ Девы (лат. UZ Virginis) — одиночная переменная звезда в созвездии Девы на расстоянии приблизительно 6037 световых лет (около 1851 парсек) от Солнца. Фотографическая звёздная величина звезды — от +13,9m до +12,2m.
Открыта в обсерватории Гарвардского колледжа.
Зарегистрирован эффект Блажко*.

## Характеристики
UZ Девы — жёлто-белая пульсирующая переменная звезда типа RR Лиры (RRAB) спектрального класса F. Радиус — около 4,43 солнечного, светимость — около 45,038 солнечной. Эффективная температура — около 6333 K.